# Bandera tricolor canaria
Bandera tricolor canaria es como se denomina en Canarias (España) a la bandera propuesta en 1964 por el Movimiento por la Autodeterminación e Independencia del Archipiélago Canario (MPAIAC) como «bandera nacional de Canarias». Desde su creación es usada por los grupos independentistas de Canarias, aunque, en la actualidad, es también utilizada por grupos que defienden el carácter nacional de Canarias. Al igual que la bandera oficial de Canarias, se trata de una bandera derivada de la bandera creada en 1961 por el movimiento nacionalista y de izquierda Canarias Libre. En su diseño, se incluyen siete estrellas verdes formando un círculo dispuestas en la franja central azul, que, a su vez, es de un azul más claro que el estipulado en 1961, para que las estrellas se puedan distinguir.
Curiosamente, utiliza cuatro colores (blanco, amarillo, azul y verde), por lo que técnicamente no se trata de una tricolor. El día de la bandera nacional canaria se celebra el día 22 de octubre debido al día de su adopción.

## Historia
En 1961 el Movimiento Canarias Libre creó una bandera canaria uniendo los colores de la banderas de las provincias marítimas de Tenerife y Las Palmas dispuestos en franjas verticales. Su diseño se atribuye a María del Carmen Sarmiento, Jesús Cantero y Arturo Cantero. Dicha bandera sería izada por primera vez en Teror, localidad de la isla de Gran Canaria, en la víspera de la festividad de la Virgen del Pino, y sería utilizada en las reivindicaciones del Movimiento Canarias Libre.
En 1964 el Movimiento por la Autodeterminación e Independencia del Archipiélago Canario (MPAIAC) creó una bandera canaria con los colores blanco, azul celeste y amarillo, y con siete estrellas verdes.
Las siete estrellas representan las siete islas que forman el archipiélago. Dicha bandera simbolizaría en un principio "la lucha por la independencia y el socialismo". El diseño de la nueva bandera se le atribuye a Antonio Cubillo, líder del MPAIAC. Esa bandera se adoptó por el movimiento independentista canario a partir de la segunda mitad de la década de 1960, y es la que actualmente asumen la práctica totalidad de las organizaciones independentistas.
Las siete estrellas verdes colocadas en posición circular, simbolizan la igualdad entre las islas (como rechazo al pleito insular). El color verde simboliza el continente africano. Las estrellas verdes constan de cinco puntas, lo cual ha sido interpretado como una simbolización del socialismo. El azul, pese a que teóricamente simboliza el mar, es de tono celeste dado que en un tono más oscuro apenas se distinguirían las estrellas. 
Posteriormente esta bandera fue adoptada por otras organizaciones políticas que no se definen como independentistas, como Unión del Pueblo Canario (UPC), el Partido Comunista del Pueblo Canario (PCPC) o Izquierda Unida Canaria, así como la Intersindical Canaria.
En el III Congreso Nacional de Coalición Canaria, celebrado en 2005, esta formación adoptó la bandera de las siete estrellas verdes. El expresidente canario Paulino Rivero llegó a asegurar que habría sido la oficial de Canarias si hubiera llegado a gobernar con mayoría absoluta.

## La bandera en la cultura de Canarias
La bandera tricolor ha sido referenciada por distintos autores y grupos musicales canarios. Así, el poeta Francisco Tarajano escribió:

La bandera de mi patria
tiene un recio pedestal
en toda alma canaria
sin la mancha colonial.
Es la bandera que marca
las señas de identidad:
el amarillo, Canarias;
el azul, la libertad;
el verde, bella esperanza;
el blanco, fecunda paz
y siete estrellas que llaman
a fértil fraternidad.
Blanca, azul y amarilla
es mi bandera

con siete estrellas verdes
que reverberan.
Esa bandera
que me bese la cara
cuando me muera.
¡Mira que suerte:
sentirme buen canario
hasta la muerte!
 Francisco Tarajano.

Por otro lado, el grupo musical Taburiente compuso la canción "Ach-Guañac", donde en su estribillo dice:

Un mar azul que brille
con siete estrellas verdes
el amarillo en tus trigales
y el blanco en tus rompientes.
Grupo Taburiente. Canción "Ach-Guañac" del álbum del mismo nombre.

También existe un canto popular que suele cantarse en fiestas y celebraciones que dice así:

Me gusta la bandera
me gusta la bandera
ay, mamá, bandera tricolor
con siete estrellas verdes
con siete estrellas verdes
ay, mamá, bandera tricolor.
Ay, ay, ay, ay, ¡qué divertido!
Ay, ay, ay, ay, ¡qué vacilón-ón-ón-ón! (bis)

## Versiones de la bandera

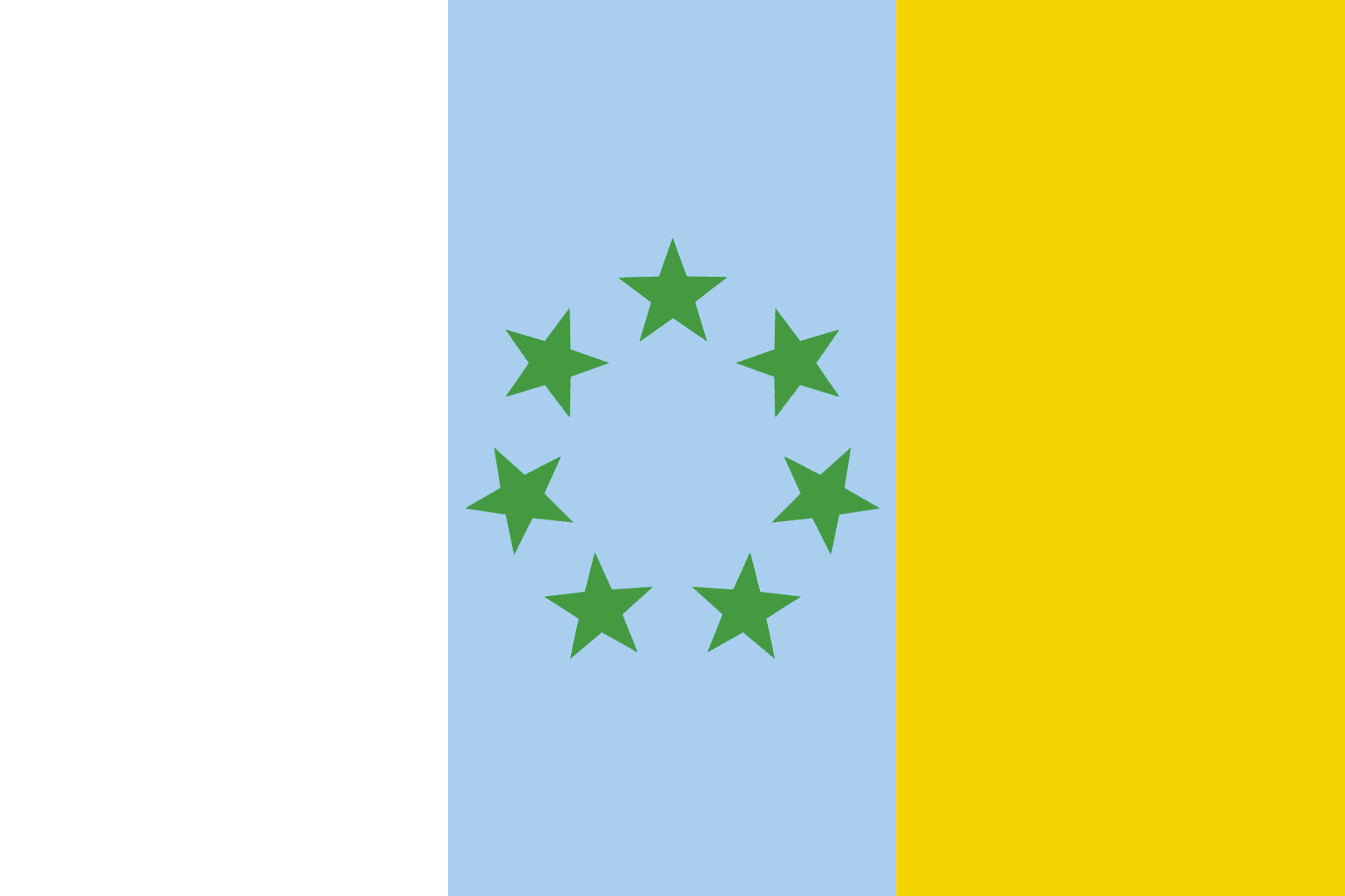
Versión donde ninguna de las puntas de las estrellas apunta hacia el centro de la bandera.
Versión donde una de las puntas de cada estrella apunta hacia arriba.
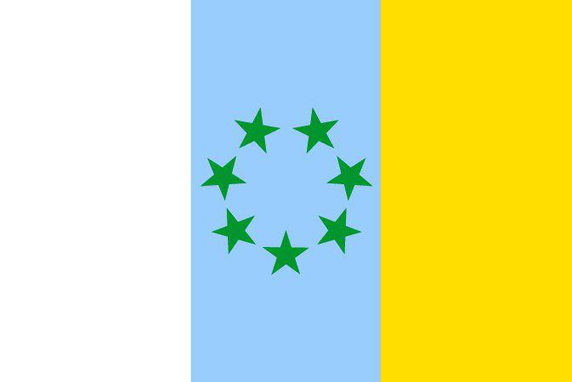
Versión donde una de las puntas de cada estrella apunta hacia el centro de la bandera.
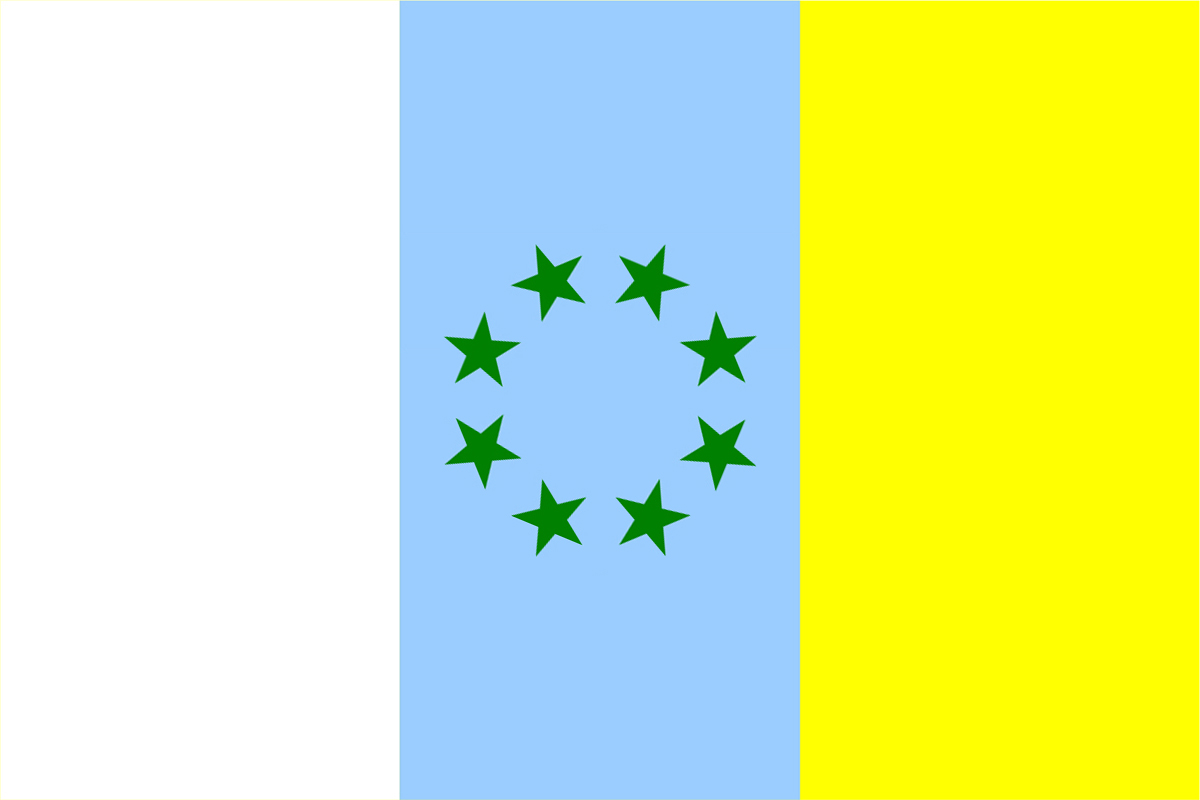
Propuesta de bandera con ocho estrellas donde se incluye a La Graciosa, tras que se declarara a esta como la octava isla habitada de Canarias.
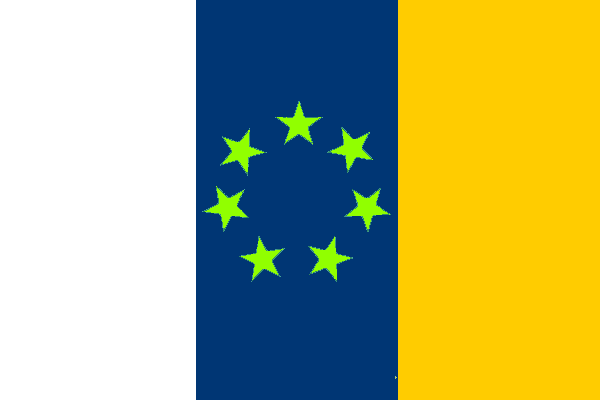
Propuesta de bandera con banda central azul oscuro y estrellas verde claro.